# Друри, Крис
Кристофер Друри (англ. Christopher Drury; 20 августа 1976, Трамбалл, Коннектикут) — американский хоккеист. Амплуа — центральный нападающий. Обладатель Кубка Стэнли в 2001 году.

## Биография
На драфте 1994 года был выбран в третьем раунде под общим 72 номером командой «Квебек Нордикс». Но за неё никогда не играл, так как клуб переехал в Колорадо и переименовался в «Колорадо Эвеланш». В первом своем сезоне 1998/1999 за «лавин» набрал 44 (20+24) очка и стал лучшим новичком сезона.
В составе «Колорадо» затем провел ещё 3 сезона, в течение которых набрал 178 баллов. 1 октября 2002 года обменян в «Калгари Флэймз». 3 июля 2003 года обменян в «Баффало Сэйбрз».
В 2007 году подписал контракт с клубом «Нью-Йорк Рейнджерс». 3 октября 2008 года официально назначен на должность капитана «Рейнджеров». Он стал 25-м капитаном в истории клуба, сменив на этом посту Яромира Ягра.
Летом 2011 года объявил о завершении карьеры игрока в возрасте 34 лет, сославшись на травму колена.

## Награды
- Колдер Трофи 1999 («Колорадо Эвеланш»)
- Обладатель Кубка Стэнли 2001 года («Колорадо Эвеланш»)
- Серебряный призёр Олимпийских игр 2002 и 2010 годов (сборная США)

## Статистика
| Легенда | Легенда                    | Легенда | Легенда                   | Легенда | Легенда    |
| ------- | -------------------------- | ------- | ------------------------- | ------- | ---------- |
| И       | Количество проведённых игр | Штр     | Штрафное время            | +/−     | Плюс-минус |
| Г       | Голы                       | П       | Голевые передачи          | О       | Очки       |
| -       | Статистика неизвестна      | —       | Статистика не учитывалась |         |            |